# Чех, Каталин
Каталин Чех (венг. Cseh Katalin, род. 29 июня 1988, Монреаль, Квебек) — венгерский врач и политический деятель. Один из основателей и бывший заместитель председателя партии «Движение Моментум». Депутат Национального собрания Венгрии с 16 декабря 2024 года. В прошлом — депутат Европейского парламента (2019—2024), заместитель председателя группы «Обновляя Европу».

## Биография
Родилась 29 июня 1988 года в Монреале в канадской провинции Квебек. По праву рождения имеет гражданство Канады.
Училась в гимназии имени Ференца Тольди в Будапеште. Окончила медицинский Университет Земмельвайса по специальности акушер-гинеколог. В 2015 году получила степень магистра экономики, политики и права в области здравоохранения в Университете имени Эразма Роттердамского в Роттердаме.
В 2012—2016 годах отвечала за международные связи Либерального союза молодёжи (LiFE), между июнем 2013 и сентябрем 2014 года в качестве тренера белорусских программ Международной федерации либеральной молодёжи организовывала воркшопы и семинары для активистов из Беларуси и Украины.
В 2015 году стала одной из основательниц молодёжного движения «Моментум», усилиями которого была отменена заявка Будапешта на проведение летних Олимпийских игр 2024 года. В марте 2017 года движение «Моментум» стало политической партией. В августе Чех вошла в руководящий совет партии. 
Чех была кандидатом на парламентских выборах 2018 года, на которых партия не получила ни одного места. Руководство партии, включая Чех ушло в отставку. 
29 мая 2022 года избрана членом президиума партии «Моментум». 3 июня новый председатель партии Ференц Геленчер предложил ей стать заместителем и она согласилась.
На выборах 2019 года в Европейский парламент возглавляла список партии «Моментум» и избрана вместе с Анной Донат депутатом Европейского парламента. Стала одной из восьми заместителей председателя группы «Обновляя Европу».
На выборах в Европейский парламент 9 июня 2024 года была второй в списке после Анны Донат, не была переизбрана.
После поражения на выборах вместе с другими членами президиума подала в отставку. На съезде 8 июля не была переизбрана.
16 декабря 2024 года приведена к присяге как депутат Национального собрания Венгрии. Получила мандат после того, как Андраш Фекете-Дьёр был лишён депутатского мандата.

## Личная жизнь
19 августа 2021 года она вышла замуж за Даниэля Берга (венг. Berg Dániel; род. 1988).